# Леонора Арагонська (королева Кастилії)
Леоно́ра (ісп. Leonor; 20 лютого 1358 — 13 серпня 1382) — арагонська інфанта, королева Кастилії (1379–1382). Представниця Барселонського дому. Народилася в Пужі, Арагон. Донька арагонського короля Педро IV й сицилійської принцеси Леонора. Дружина кастильського короля Хуана I (з 1375). Вийшла за нього за умовами Альмасанського (1374) і Лерідського договорів (1375). У шлюбі народила кастильського короля Енріке III і арагонського короля Фернандо I й інфанту . Померла під час пологів у Куелярі, Кастилія, народивши інфанту Леонору. Також — Леоно́ра Араго́нська (ісп. Leonor de Aragón).  Нащадок Великих Князів Київських і Королів Русі.

## Сім'я
- Батько: Педро IV, король Арагону.
- Мати: Леонора, сицилійська принцеса.
- Чоловік: Хуан I (1358—1390), король Кастилії (1379—1390)
- Діти:
  - Енріке III (1379—1406), король Кастилії (1390—1406)
  - Фернандо I (1380—1416), король Арагону (1412—1416)
  - Леонора, інфанта.